# Aegon Open Nottingham 2015 - Qualificazioni femminili
Le qualificazioni del singolare dell'Aegon Open Nottingham sono state un torneo di tennis preliminare per accedere alla fase finale della manifestazione. Le vincitrici dell'ultimo turno sono entrate di diritto nel tabellone principale. In caso di ritiro di una o più giocatrici aventi diritto a queste sono subentrate le lucky loser, ossia le giocatrici che hanno perso nell'ultimo turno ma che avevano una classifica più alta rispetto alle altre partecipanti che avevano comunque perso nel turno finale.

## Teste di serie
1. Jarmila Gajdošová (qualificata)
2. Zhu Lin (secondo turno)
3. Jana Čepelová (primo turno)
4. Kristýna Plíšková (primo turno)

1. Ol'ga Govorcova (qualificata)
2. Michelle Larcher de Brito (ultimo turno)
3. Alla Kudrjavceva (qualificata)
4. Sachia Vickery (qualificata)

## Qualificate
1. Jarmila Gajdošová
2. Sachia Vickery

1. Ol'ga Govorcova
2. Alla Kudrjavceva

## Tabellone

### Legenda
| - Q = Qualificato - WC = Wild card - LL = Lucky loser | - ALT = Alternate - SE = Special Exempt - PR = Protected Ranking | - w/o = Walkover - r = Ritirato - d = Squalificato |

### Sezione 1
|  | Primo turno | Primo turno               | Primo turno               | Primo turno | Primo turno |  |  | Secondo turno | Secondo turno             | Secondo turno             | Secondo turno             | Secondo turno             |   |   | Ultimo turno | Ultimo turno      | Ultimo turno      | Ultimo turno | Ultimo turno |  |
|  |             |                           |                           |             |             |  |  |               |                           |                           |                           |                           |   |   |              |                   |                   |              |              |  |
|  | 1           | Jarmila Gajdošová         | Jarmila Gajdošová         | 6           | 6           |  |  |               |                           |                           |                           |                           |   |   |              |                   |                   |              |              |  |
|  |             | Misa Eguchi               | Misa Eguchi               | 1           | 4           |  |  | 1             | Jarmila Gajdošová         | Jarmila Gajdošová         | 6                         | 6                         |   |   |              |                   |                   |              |              |  |
|  |             | Petra Martić              | 1                         | 6           | 3           |  |  |               | Beatriz Haddad Maia       | Beatriz Haddad Maia       | 3                         | 3                         |   |   |              |                   |                   |              |              |  |
|  |             | Beatriz Haddad Maia       | 6                         | 2           | 6           |  |  |               |                           |                           |                           |                           |   |   | 1            | Jarmila Gajdošová | Jarmila Gajdošová | 6            | 6            |  |
|  |             | Kateryna Bondarenko       | Kateryna Bondarenko       | 1           | 2           |  |  |               |                           | 6                         | Michelle Larcher de Brito | Michelle Larcher de Brito | 0 | 4 |              |                   |                   |              |              |  |
|  |             | Ol'ga Savčuk              | Ol'ga Savčuk              | 6           | 6           |  |  |               | Ol'ga Savčuk              | Ol'ga Savčuk              | 4                         | 63                        |   |   |              |                   |                   |              |              |  |
|  |             | Abigail Spears            | Abigail Spears            | 4           | 1           |  |  | 6             | Michelle Larcher de Brito | Michelle Larcher de Brito | 6                         | 7                         |   |   |              |                   |                   |              |              |  |
|  | 6           | Michelle Larcher de Brito | Michelle Larcher de Brito | 6           | 6           |  |  |               |                           |                           |                           |                           |   |   |              |                   |                   |              |              |  |

### Sezione 2
|  | Primo turno | Primo turno            | Primo turno            | Primo turno | Primo turno |  |  | Secondo turno | Secondo turno          | Secondo turno  | Secondo turno  | Secondo turno  |   |   | Ultimo turno | Ultimo turno           | Ultimo turno           | Ultimo turno | Ultimo turno |  |
|  |             |                        |                        |             |             |  |  |               |                        |                |                |                |   |   |              |                        |                        |              |              |  |
|  | 2           | Zhu Lin                | Zhu Lin                | 6           | 6           |  |  |               |                        |                |                |                |   |   |              |                        |                        |              |              |  |
|  |             | Rebecca Šramková       | Rebecca Šramková       | 4           | 1           |  |  | 2             | Zhu Lin                | 1              | 6              | 6              |   |   |              |                        |                        |              |              |  |
|  |             | Chan Yung-jan          | Chan Yung-jan          | 5           | 3           |  |  |               | Arantxa Parra Santonja | 6              | 3              | 78             |   |   |              |                        |                        |              |              |  |
|  |             | Arantxa Parra Santonja | Arantxa Parra Santonja | 7           | 6           |  |  |               |                        |                |                |                |   |   |              | Arantxa Parra Santonja | Arantxa Parra Santonja | 64           | 2            |  |
|  |             | Liang Chen             | Liang Chen             | 6           | 7           |  |  |               |                        | 8              | Sachia Vickery | Sachia Vickery | 7 | 6 |              |                        |                        |              |              |  |
|  | WC          | Sarah Beth Askew       | Sarah Beth Askew       | 0           | 5           |  |  |               | Liang Chen             | Liang Chen     | 3              | 2              |   |   |              |                        |                        |              |              |  |
|  |             | Raquel Kops-Jones      | Raquel Kops-Jones      | 0           | 3           |  |  | 8             | Sachia Vickery         | Sachia Vickery | 6              | 6              |   |   |              |                        |                        |              |              |  |
|  | 8           | Sachia Vickery         | Sachia Vickery         | 6           | 6           |  |  |               |                        |                |                |                |   |   |              |                        |                        |              |              |  |

### Sezione 3
|  | Primo turno | Primo turno         | Primo turno         | Primo turno | Primo turno |  |  | Secondo turno | Secondo turno       | Secondo turno       | Secondo turno   | Secondo turno   |   |   | Ultimo turno | Ultimo turno        | Ultimo turno        | Ultimo turno | Ultimo turno |  |
|  |             |                     |                     |             |             |  |  |               |                     |                     |                 |                 |   |   |              |                     |                     |              |              |  |
|  | 3           | Jana Čepelová       | Jana Čepelová       | 1           | 4           |  |  |               |                     |                     |                 |                 |   |   |              |                     |                     |              |              |  |
|  |             | Donna Vekić         | Donna Vekić         | 6           | 6           |  |  |               | Donna Vekić         | Donna Vekić         | 3               | 67              |   |   |              |                     |                     |              |              |  |
|  |             | Julija Bejhel'zymer | Julija Bejhel'zymer | 6           | 6           |  |  |               | Julija Bejhel'zymer | Julija Bejhel'zymer | 6               | 79              |   |   |              |                     |                     |              |              |  |
|  |             | Xu Yifan            | Xu Yifan            | 2           | 4           |  |  |               |                     |                     |                 |                 |   |   |              | Julija Bejhel'zymer | Julija Bejhel'zymer | 0            | 2            |  |
|  |             | Zhang Kailin        | Zhang Kailin        | 6           | 6           |  |  |               |                     | 5                   | Ol'ga Govorcova | Ol'ga Govorcova | 6 | 6 |              |                     |                     |              |              |  |
|  |             | Yang Zhaoxuan       | Yang Zhaoxuan       | 1           | 1           |  |  |               | Zhang Kailin        | Zhang Kailin        | 1               | 2               |   |   |              |                     |                     |              |              |  |
|  |             | Çağla Büyükakçay    | Çağla Büyükakçay    | 1           | 2           |  |  | 5             | Ol'ga Govorcova     | Ol'ga Govorcova     | 6               | 6               |   |   |              |                     |                     |              |              |  |
|  | 5           | Ol'ga Govorcova     | Ol'ga Govorcova     | 6           | 6           |  |  |               |                     |                     |                 |                 |   |   |              |                     |                     |              |              |  |

### Sezione 4
|  | Primo turno | Primo turno        | Primo turno        | Primo turno | Primo turno |  |  | Secondo turno | Secondo turno     | Secondo turno | Secondo turno    | Secondo turno    |   |    | Ultimo turno | Ultimo turno | Ultimo turno | Ultimo turno | Ultimo turno |  |
|  |             |                    |                    |             |             |  |  |               |                   |               |                  |                  |   |    |              |              |              |              |              |  |
|  | 4           | Kristýna Plíšková  | Kristýna Plíšková  | 4           | 4           |  |  |               |                   |               |                  |                  |   |    |              |              |              |              |              |  |
|  |             | Wang Yafan         | Wang Yafan         | 6           | 6           |  |  |               | Wang Yafan        | Wang Yafan    | 2                | 5                |   |    |              |              |              |              |              |  |
|  |             | Paula Kania        | Paula Kania        | 6           | 6           |  |  |               | Paula Kania       | Paula Kania   | 6                | 7                |   |    |              |              |              |              |              |  |
|  |             | Gabriela Dabrowski | Gabriela Dabrowski | 4           | 4           |  |  |               |                   |               |                  |                  |   |    |              | Paula Kania  | Paula Kania  | 3            | 6            |  |
|  |             | Shūko Aoyama       | Shūko Aoyama       | 1           | 4           |  |  |               |                   | 7             | Alla Kudrjavceva | Alla Kudrjavceva | 6 | 78 |              |              |              |              |              |  |
|  |             | Kimiko Date-Krumm  | Kimiko Date-Krumm  | 6           | 6           |  |  |               | Kimiko Date-Krumm | 6             | 5                | 5                |   |    |              |              |              |              |              |  |
|  |             | Anna Tatišvili     | Anna Tatišvili     | 0           | 2           |  |  | 7             | Alla Kudrjavceva  | 4             | 7                | 7                |   |    |              |              |              |              |              |  |
|  | 7           | Alla Kudrjavceva   | Alla Kudrjavceva   | 6           | 6           |  |  |               |                   |               |                  |                  |   |    |              |              |              |              |              |  |